# 永安寺 (浑源)
浑源永安寺，位于山西省浑源县县城东北鼓楼北巷，为中华人民共和国全国重点文物保护单位之一。
浑源永安寺始建于金朝，后毁于战火。元朝初期，永安军节度使高定邀请归云禅师担任主持并重建该寺。元延祐二年（1315年），高璞重新修缮，此后历朝历代均有修缮。该寺以墙壁绘画为著称。

## 建筑
现存传法正宗殿（正殿）为元代建筑。其余山门，天王殿，东西朵殿和配殿均为明清时代遗构。
山门

山门面阔五间，进深两间。其采用五开门式，比较罕见。中间开三门，两旁各开一小门，总共五门。永安寺山门琉璃脊刹（屋面正脊中心部位）的建筑性质为典型的景教特征，有明显的异域风格，可能与元朝皇室曾经信奉景教有关。

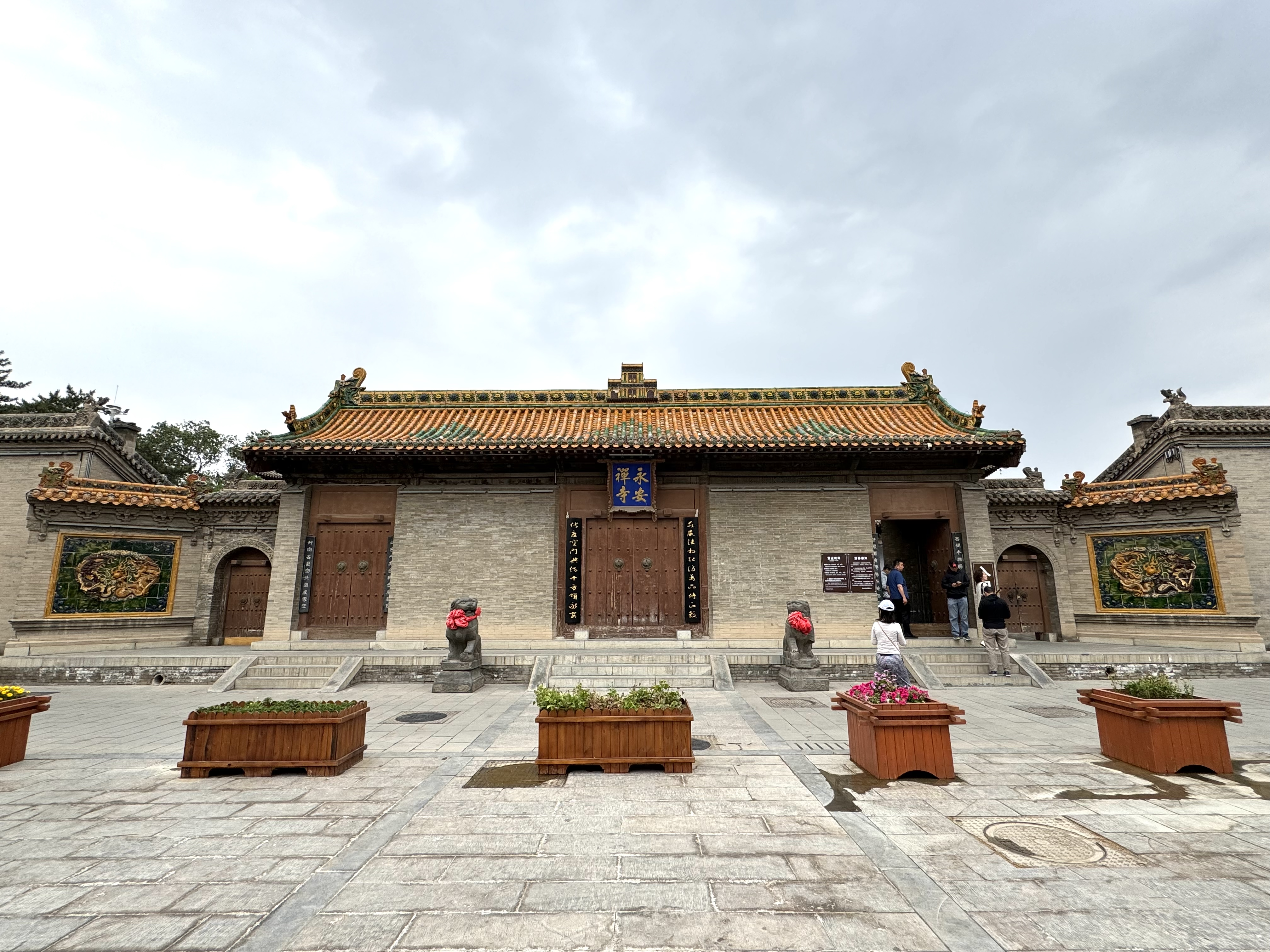
山门

天王殿
山门北面第一个建筑为天王殿。单檐硬山顶，面阔五间，进深三间。殿背后连接一卷棚顶戏台。殿内已无原有塑像。天王殿和山门的第一进院应该是元初永安寺初建部分。元延祐年间扩建传法正宗殿的第二进院。
传法正宗殿（正殿）

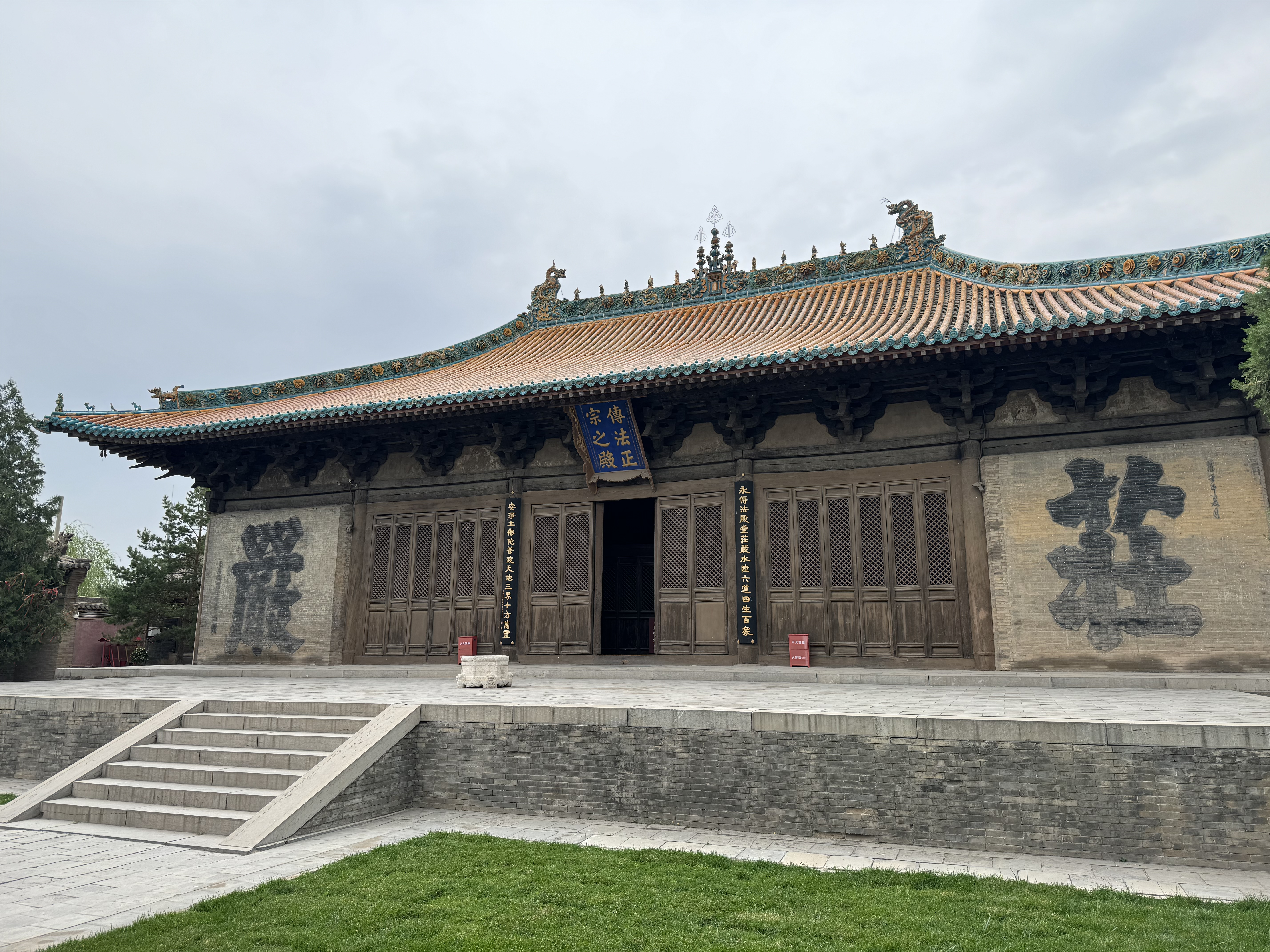
传法正宗殿

传法正宗殿为永安寺主殿。单檐庑殿顶，面阔五间，进深六椽。大殿坐落于长方形台基上，前设月台。殿定顶使用了皇家才可使用的黄琉璃瓦。这可能是非皇家寺庙中的孤例。传法正宗殿正面左右有4米多高的“庄严”二字。二字为元代永安寺主持月溪和尚所书。其题字落款为“太原龙山段士达”。二字沿线条剔出凹边，使得字迹看似凸出墙面。殿背面“虎啸龙吟”四字，为清乾隆年间由张煖所书。相传天王殿北墙原有“法相”二字，如今只剩一字。“传法正宗之殿”，匾为元初著名书法家雪菴溥光的旧迹(现在的匾为后补，原件应该毁于文革期间)。元代宫殿匾额多出自他的手笔。因为永安寺在元朝重建后的第一代住持归云禅师属临济宗法脉，所以取“传法正宗”之名，以彰显此寺的弘扬正统、延续法脉之意。殿原月台左侧有元代碑一座，右侧有元代经幢一座。目前以不存。
匾两侧落款：上款（从右到左)“昭文馆大学士荣禄大夫掌诸路头陀教持赐圆通玄悟大师雪庵溥光书 传法住持嗣祖沙门月溪觉亮立”，“旹大明嘉靖二十二年岁次癸卯五月吉旦山西行都司大同后卫指挥使郭江重修”；下款（从右到左）“旹大明万历十五年岁次丁亥仲春钦从守备浑源城以都指挥体统行事指挥使云中郭江子郭翰动孙郭恒禄重立”，“旹大元国延祐二年四月日大功德主永安居士孙将仕郎前本州判官高璞建”，“旹大清乾隆二十六年重创并修”

殿内采用减柱法，殿北墙绘十大明王壁画，殿东西二壁绘水陆图。殿内次间和稍间顶部为徹上明造。当心间原佛像顶上起藻井，藻井前置平棊。藻井下方东西二侧有天宫楼阁。殿内原本在金柱间有砌扇面墙，墙前砌大砖台。砖上置须弥座三身佛塑像（依照照片判断，毗卢遮那佛坐于藻井之下）。佛两侧有阿难，迦叶塑像。扇面墙当心间正面绘有背光和菩萨，两侧各佛侧面绘有胁侍菩萨和佛上部的二飞天。扇面墙背面中间绘有观音和二胁侍菩萨，下部绘有一排明代和清代服饰的男女供养人。中心佛坛外侧，东西两侧又各有砖台，上塑四菩萨和二天王。正面当心间毗卢遮那佛上两侧有悬空向佛作礼拜状的二个飞天泥塑，著名考古学家宿白在《永安寺勘查报告》中称赞此二飞天为“线条柔和优美，最是妙塑！”尤为可惜是殿由于在文革期间担当过粮仓，扇面墙和所有塑像均被拆毁。所幸在此期间墙面壁画未被严重破坏。

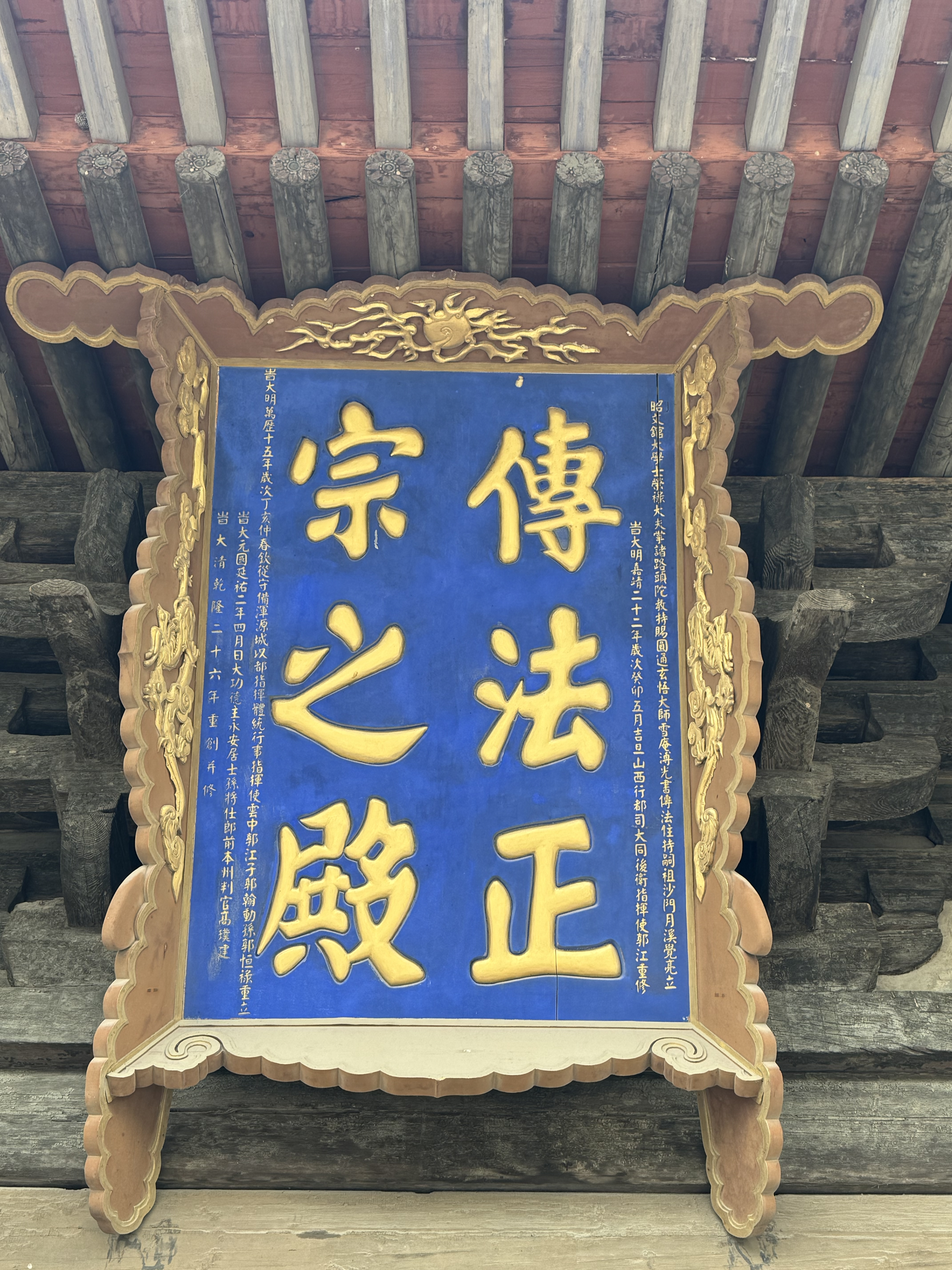
"传法正宗之殿"匾
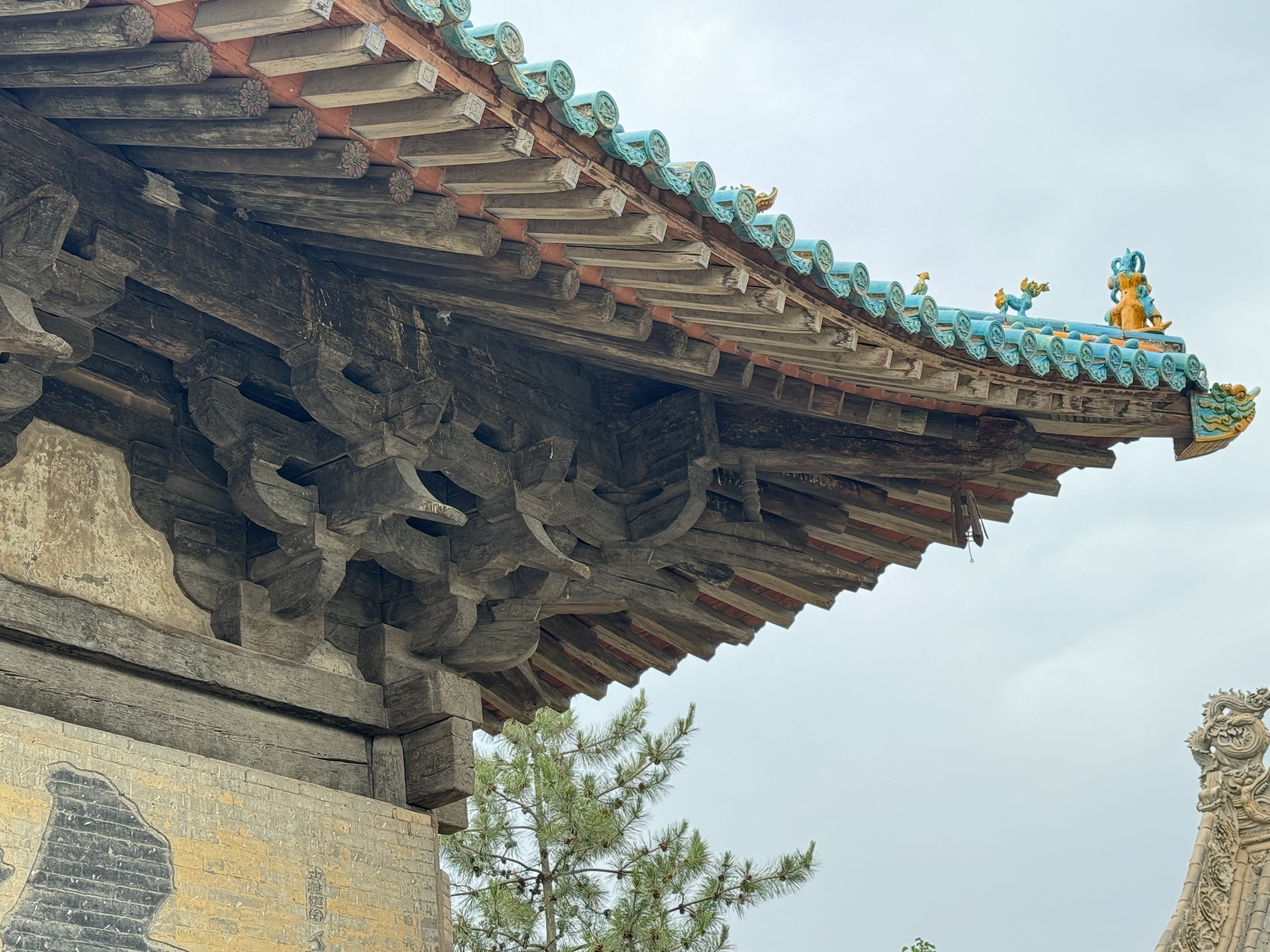
殿转角铺作
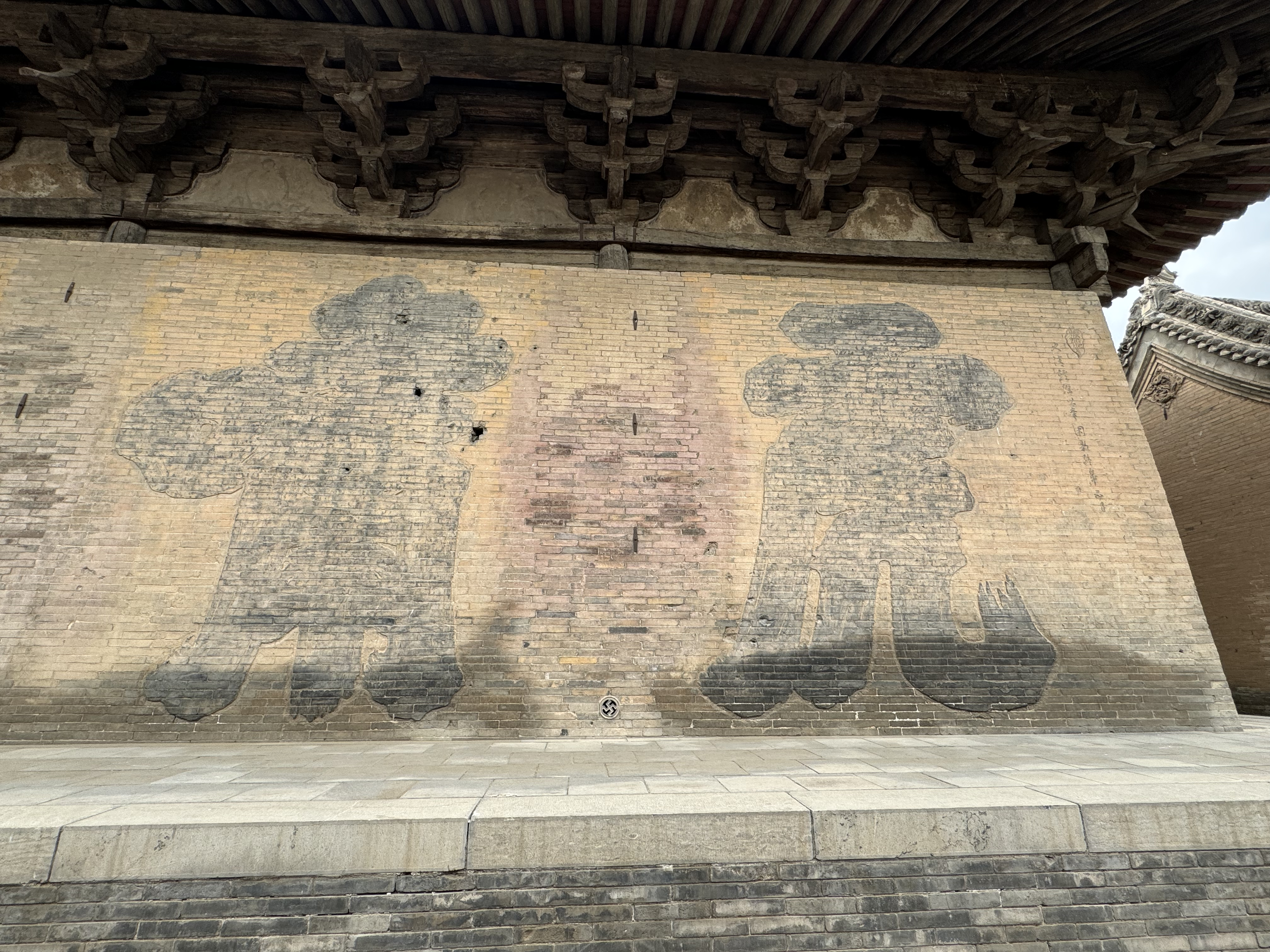
背面"虎啸"二字
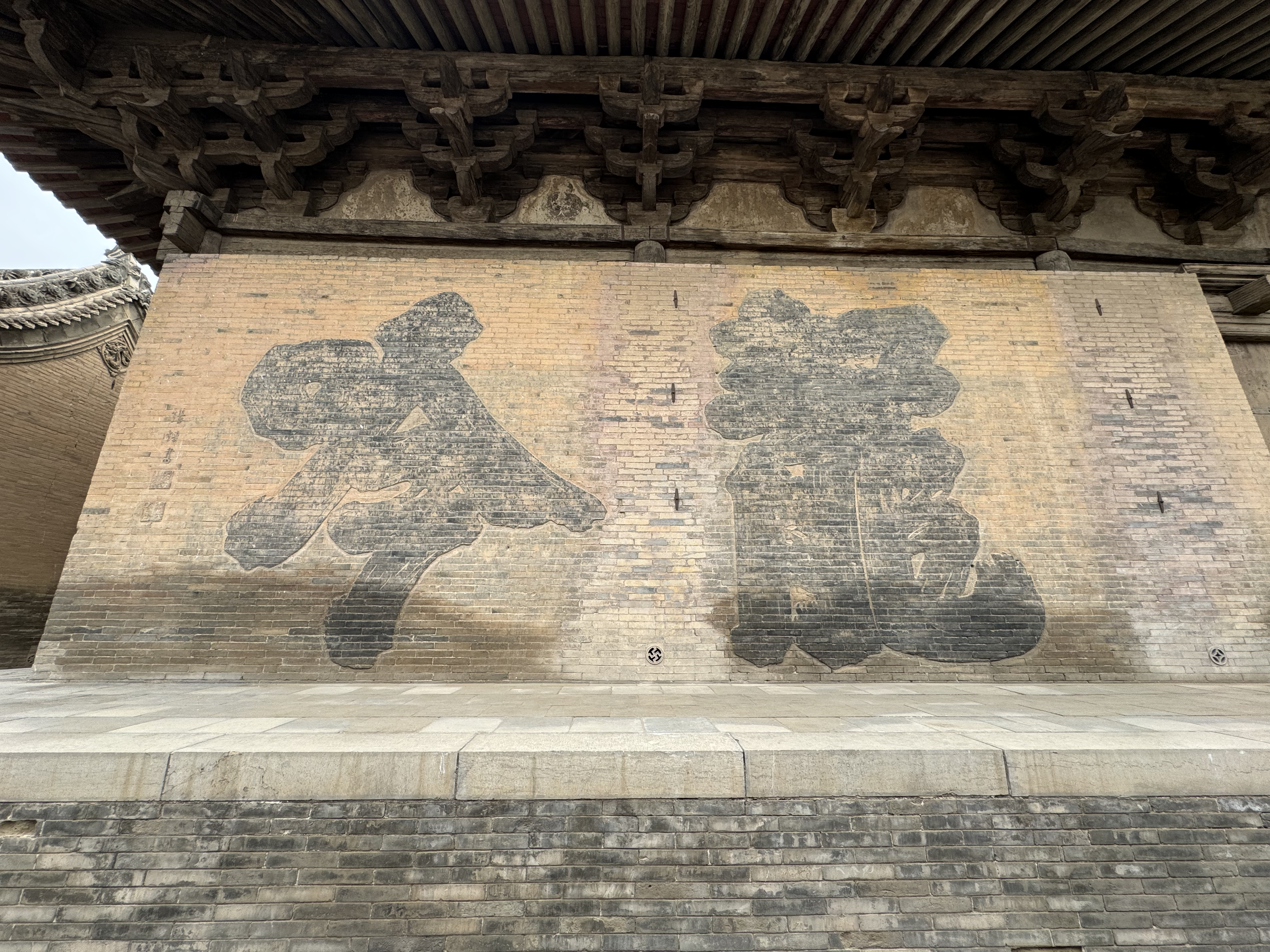
殿背面"龙吟"二字

铁佛殿（已毁）
铁佛殿为永安寺最北端建筑，位于传法正宗殿后一进院。建筑毁于清末民初，其原为后期扩建在洪武以前的报国寺址之上。依照乾隆年间的《浑源州志》卷一叶六永安寺图录，其建在月台之上（永安寺中轴线上），面阔五间庑殿顶。其二侧有配殿。

## 传法正宗殿藻井

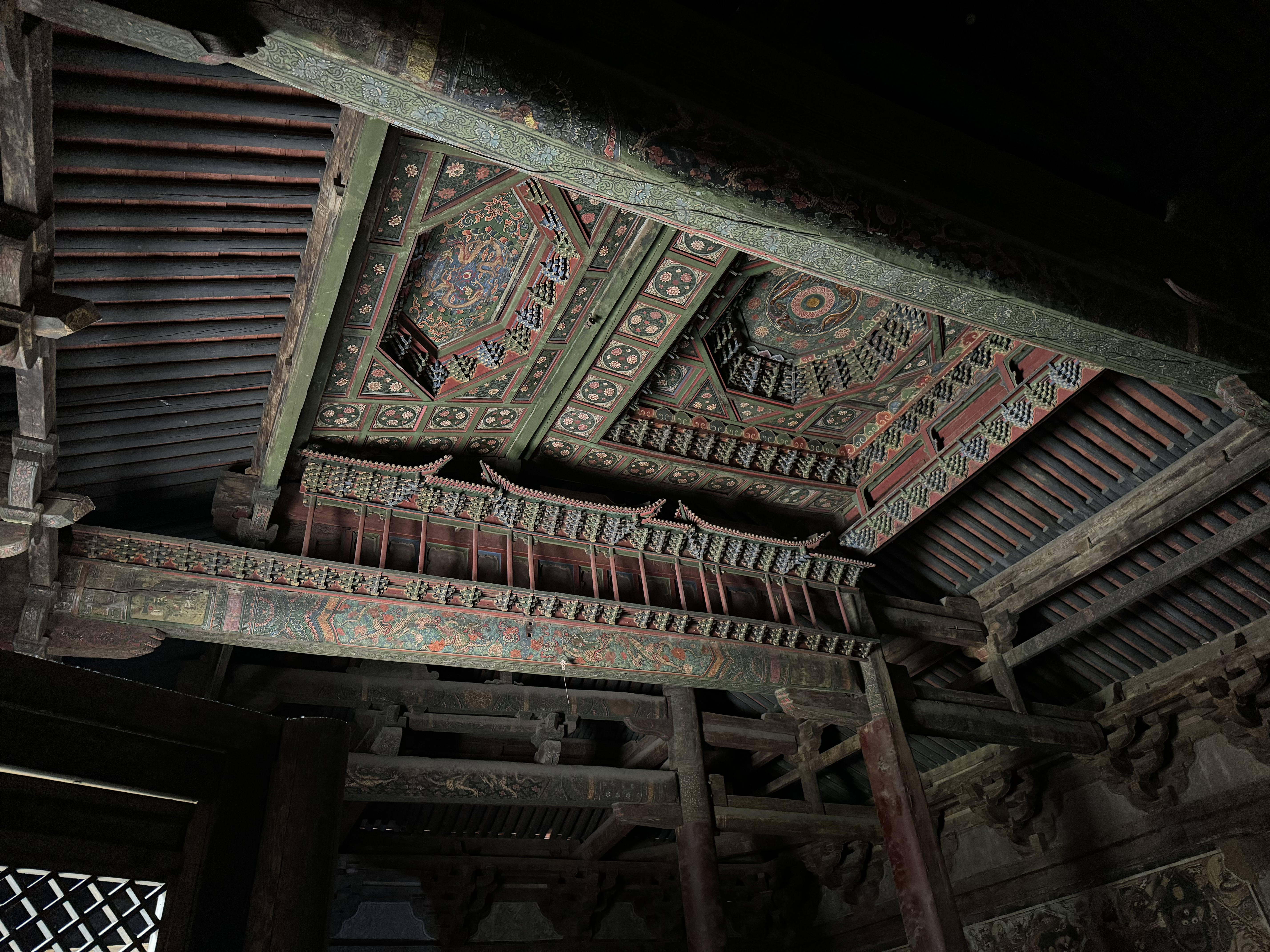
传法正宗殿藻井

藻井位于殿内梁架明间。六角藻井为前，饰有二龙戏珠，团花牡丹和祥云图案，后连接有八角天宫藻井。藻井两侧为天宫楼阁。天宫楼阁右面楼阁内有菩萨和佛壁画。此类精巧的小木作在元代建筑中罕见。藻井和天宫楼阁彩绘颜色艳丽，为乾隆以后所重绘。

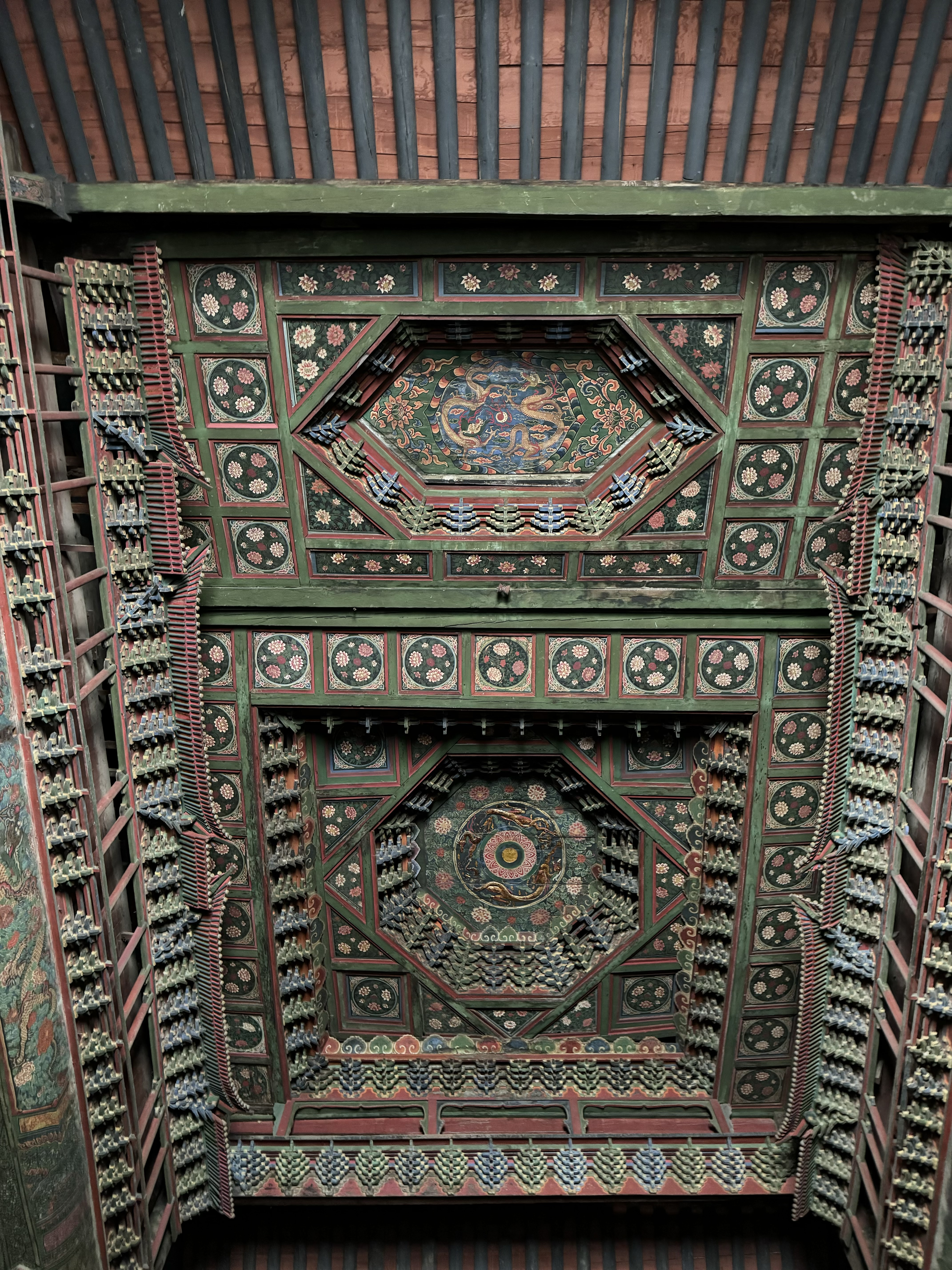
藻井仰视视角
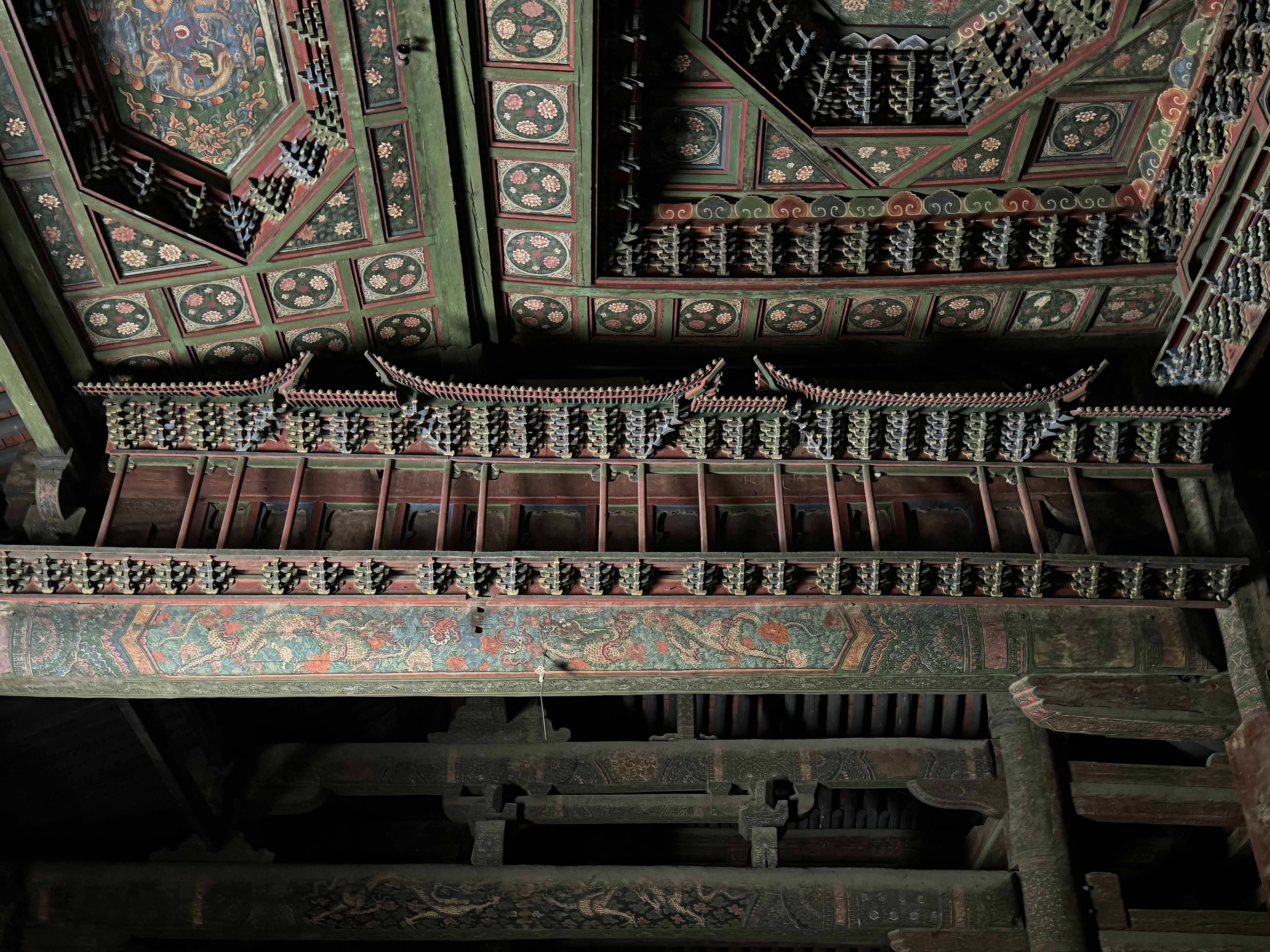
天宫楼阁左面
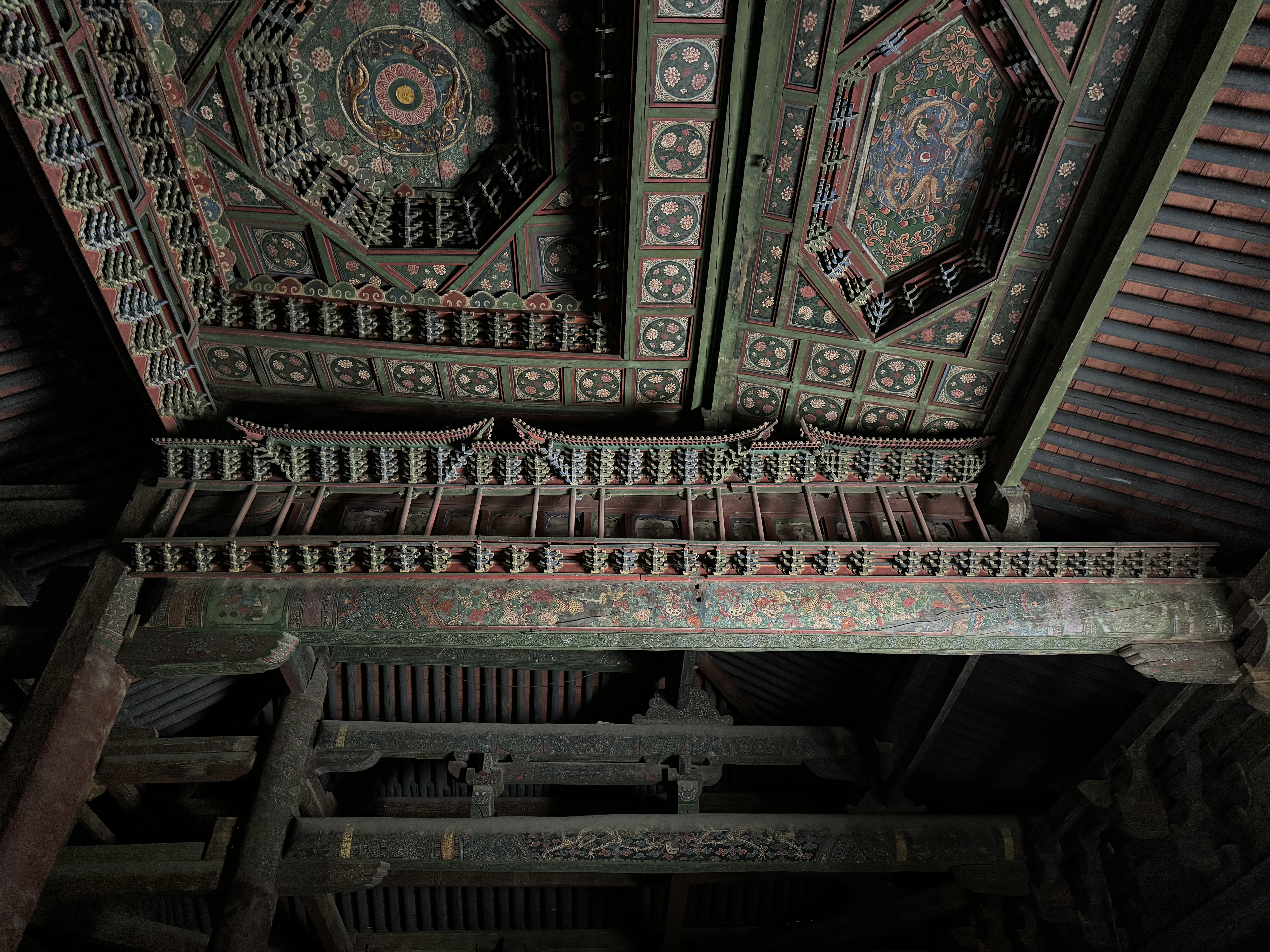
天宫楼阁右面

## 传法正宗殿壁画
传法正宗殿内壁画合计170平方米，画面上巧构各种人物125组895尊。

### 水陆图

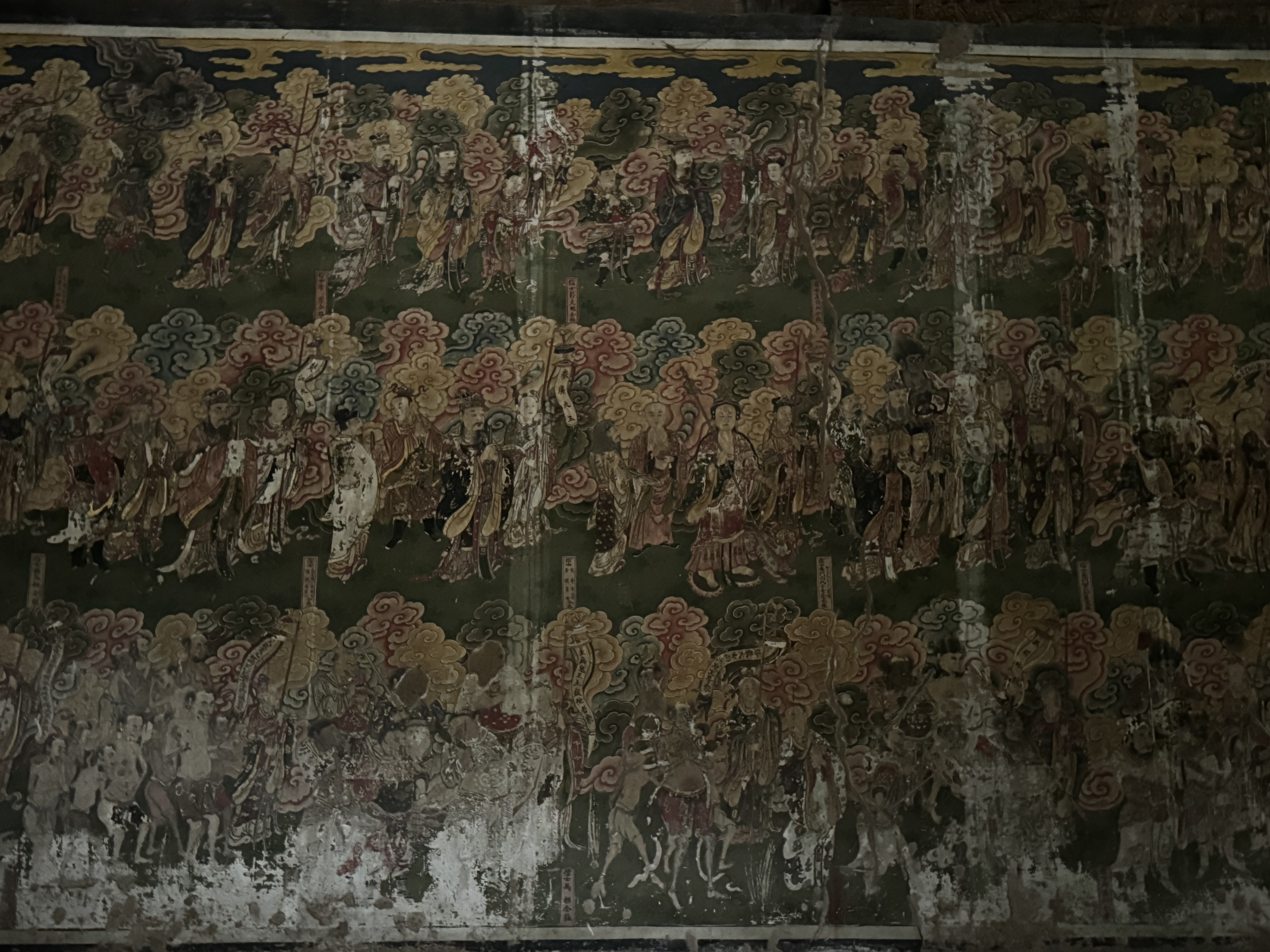
左壁水路壁画局部

水陆法会是佛教寺院为超度亡灵，普济水陆一切鬼神而举行的一种重要佛事活动，特别是在战乱年代水陆法会更成了超度那些忠臣烈士亡灵的重要事续。永安寺始建之人是浑源籍的永安节度使高定。节度使是武职，高定自然是从军之人。高回浑源原籍发愿修建永安禅寺，可能想超度这些死于战场的亡灵。
在殿东西两侧墙上和殿门两旁，绘有佛道合一的画像。这些画为明清补绘。东壁约18米长重彩壁画，画面分为为天、地、人三界。上层为天界日、月、水、木、金、火、土诸神。中层为天干、地支、二十八星宿等诸神。下层为人间帝妃、文臣武将、黎民百姓、僧道等人像。西壁也为18米长的彩绘，也分为上，中，下三层。上层为五岳神帝、四海龙王等诸神。中层为十殿阎君、阴曹地府诸官像。下层是十八层地狱及厉鬼群像等。整个画面体现了800多位六道中的神，圣，人，鬼，统一朝向悲悯无边的佛陀，去接受他的超度。

### 十大明王

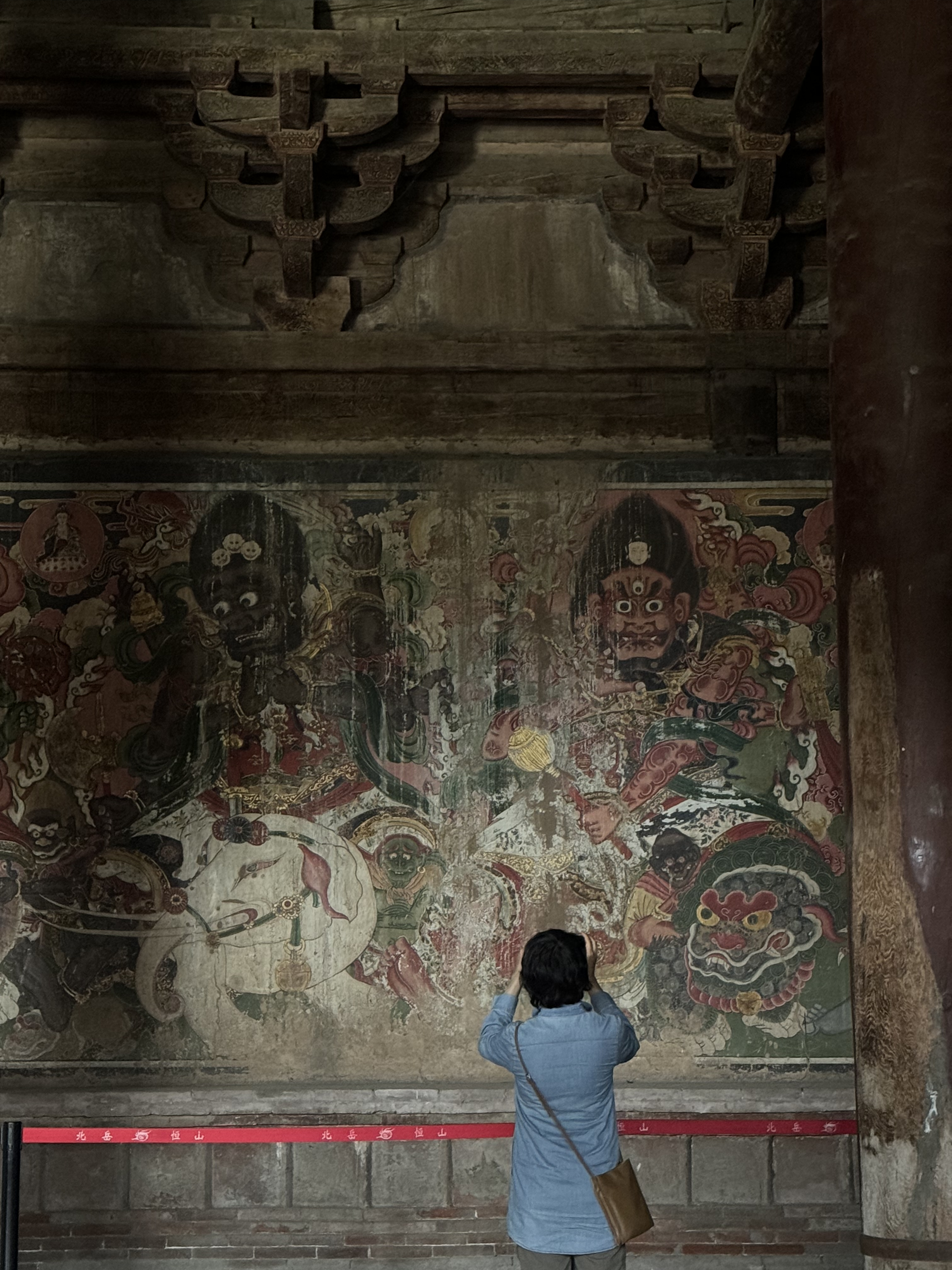
传法正宗殿明王壁画

正面北壁绘有佛教密宗十大明王像为元代或明代画作。明王为佛教护法神，其有智力摧毁一切魔障。为使世人醒悟痴迷，明王常以狰狞面目出现，棒喝迷途之人，使其知返。
殿内十大明王壁画从左到右，左侧五尊：
忿怒大轮明王, 忿怒大威德降三世明王，忿怒大威德不动尊明王，忿怒大威德甘露军吒利明王，忿怒大威德大力明王

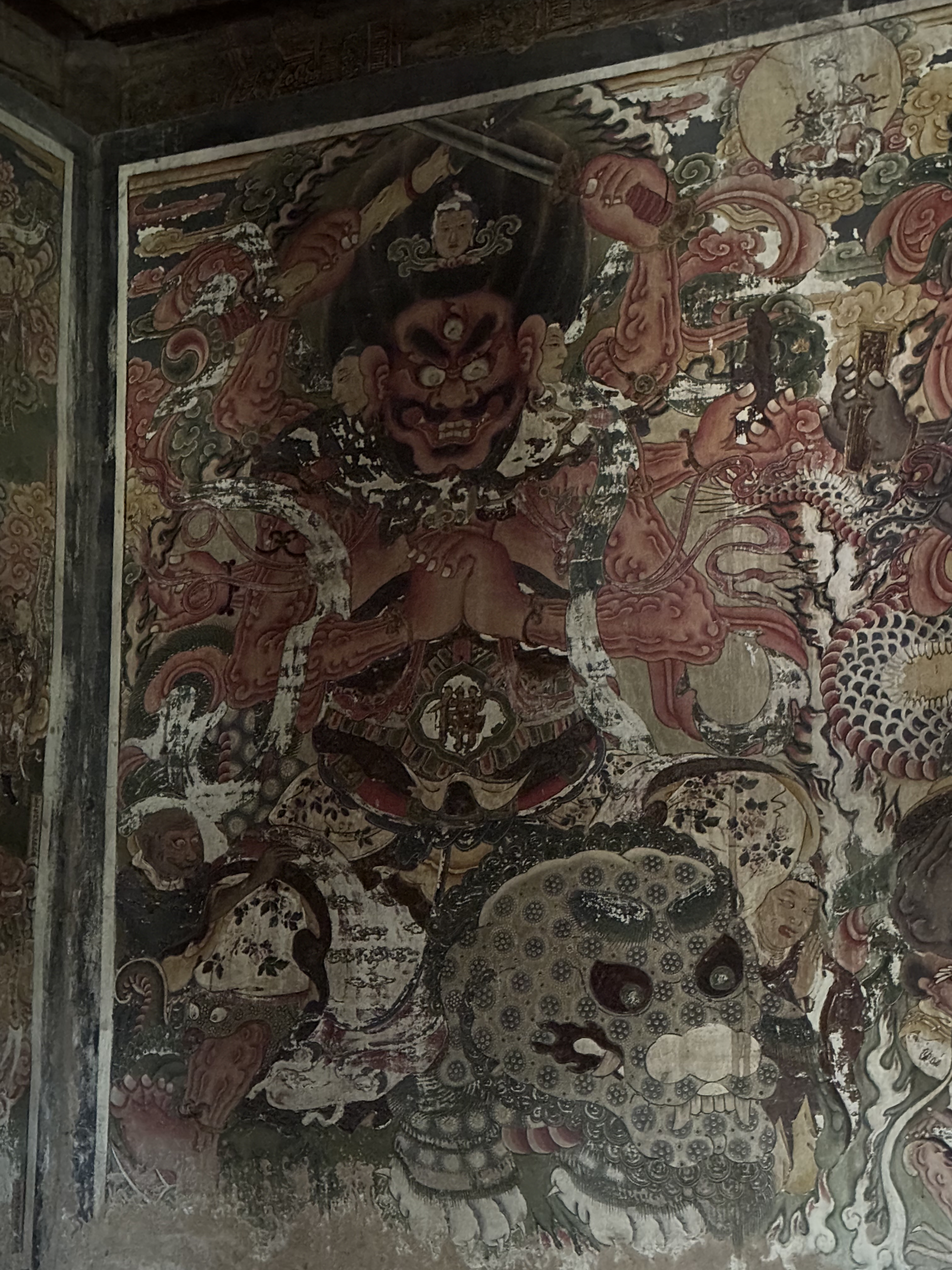
忿怒大轮明王
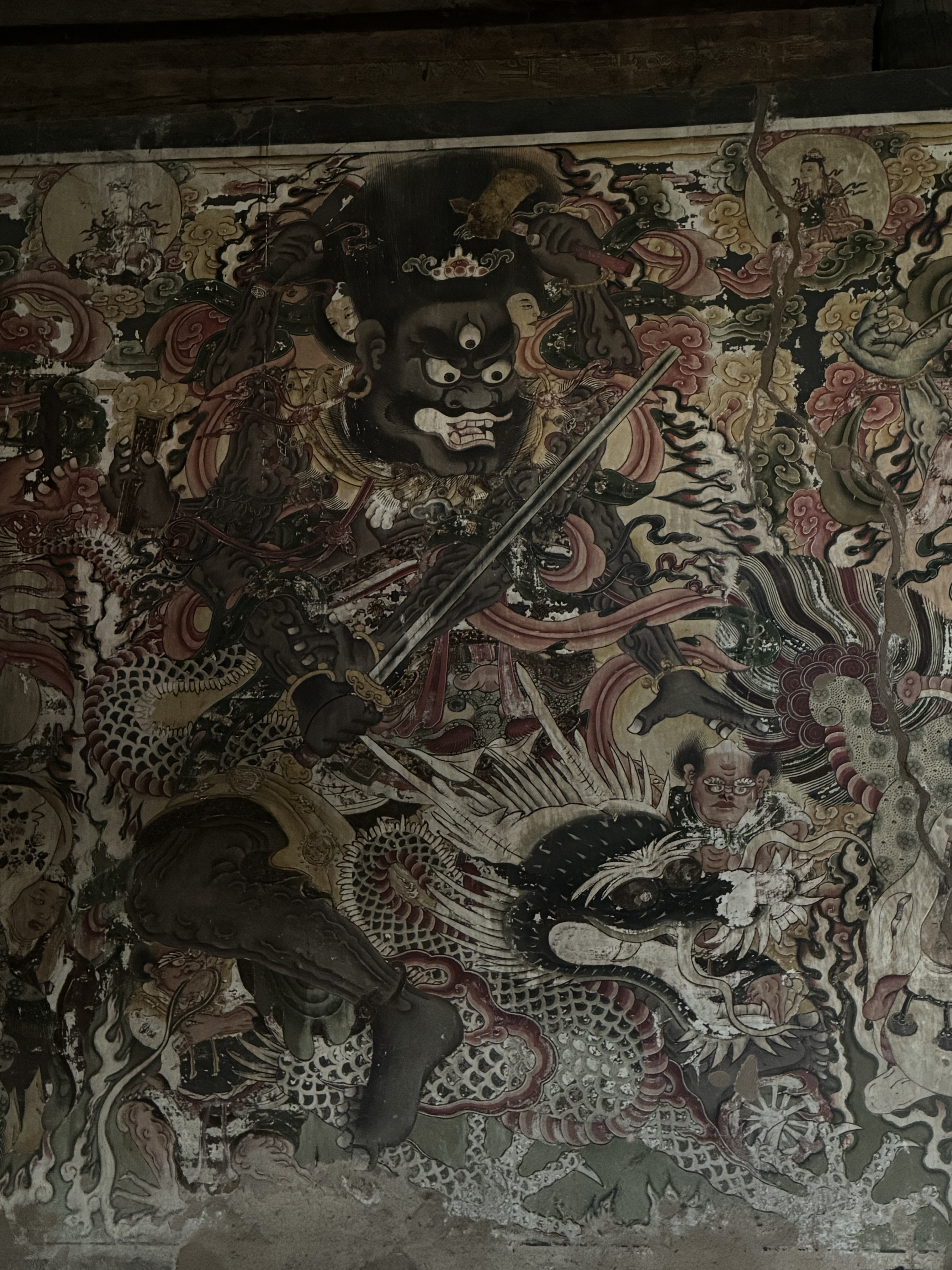
忿怒大威德降三世明王
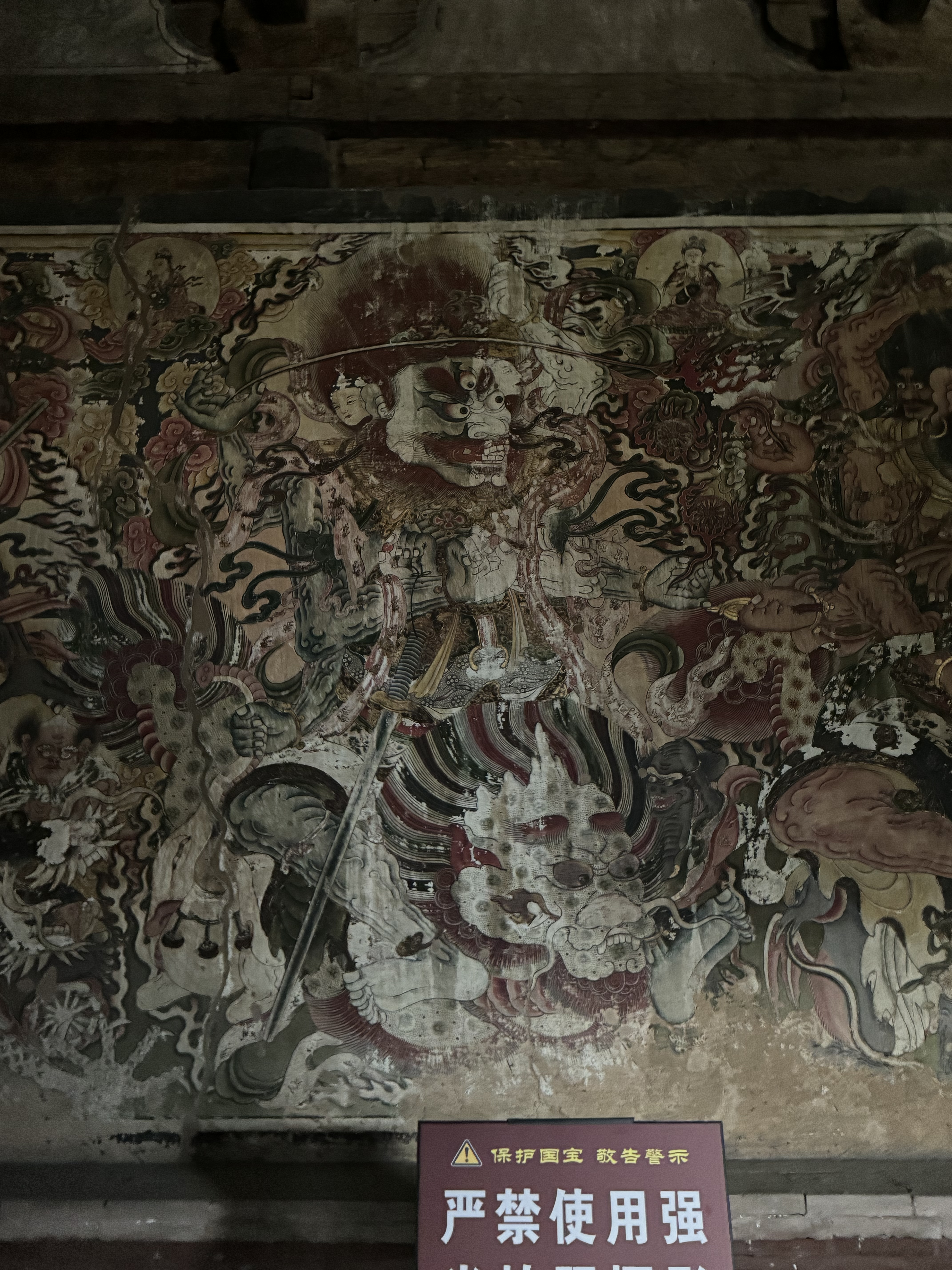
忿怒大威德不动尊明王
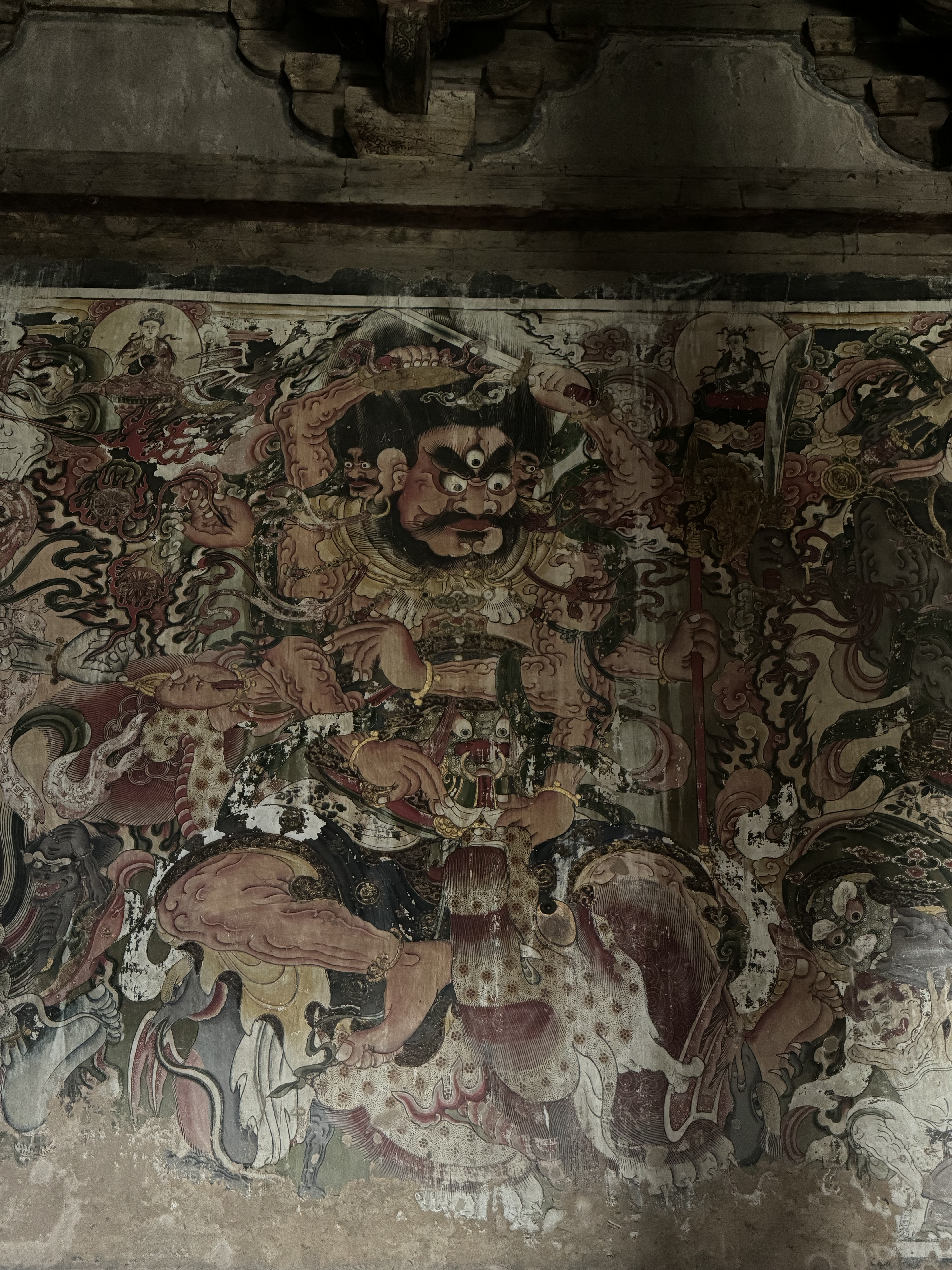
忿怒大威德甘露军吒利明王
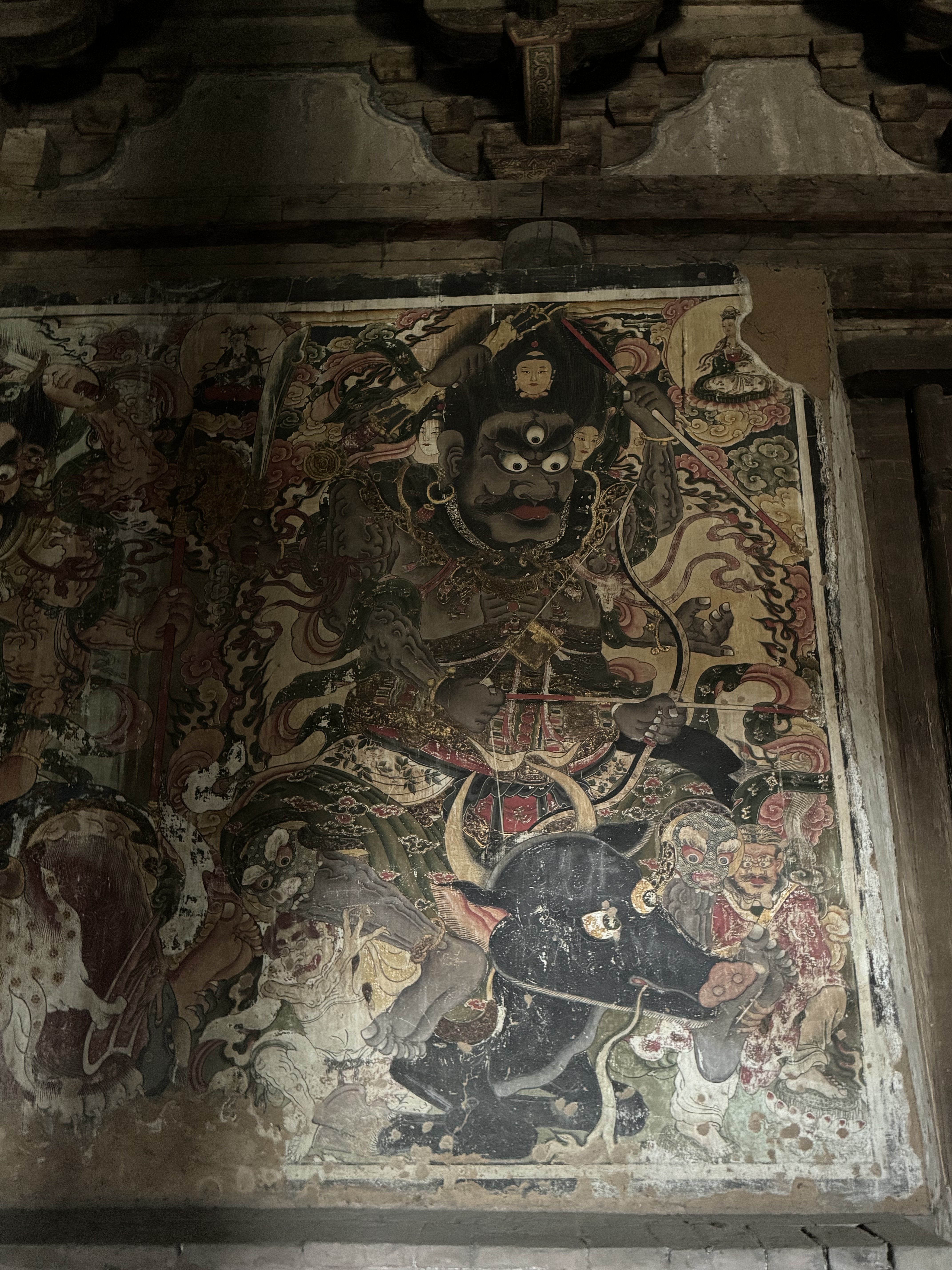
忿怒大威德大力明王

右侧五尊：

忿怒大威德马首明王，忿怒大威德步掷明王，忿怒大威德无能胜明王，忿怒大威德大笑明王，忿怒大威德焰鬘德迦明王

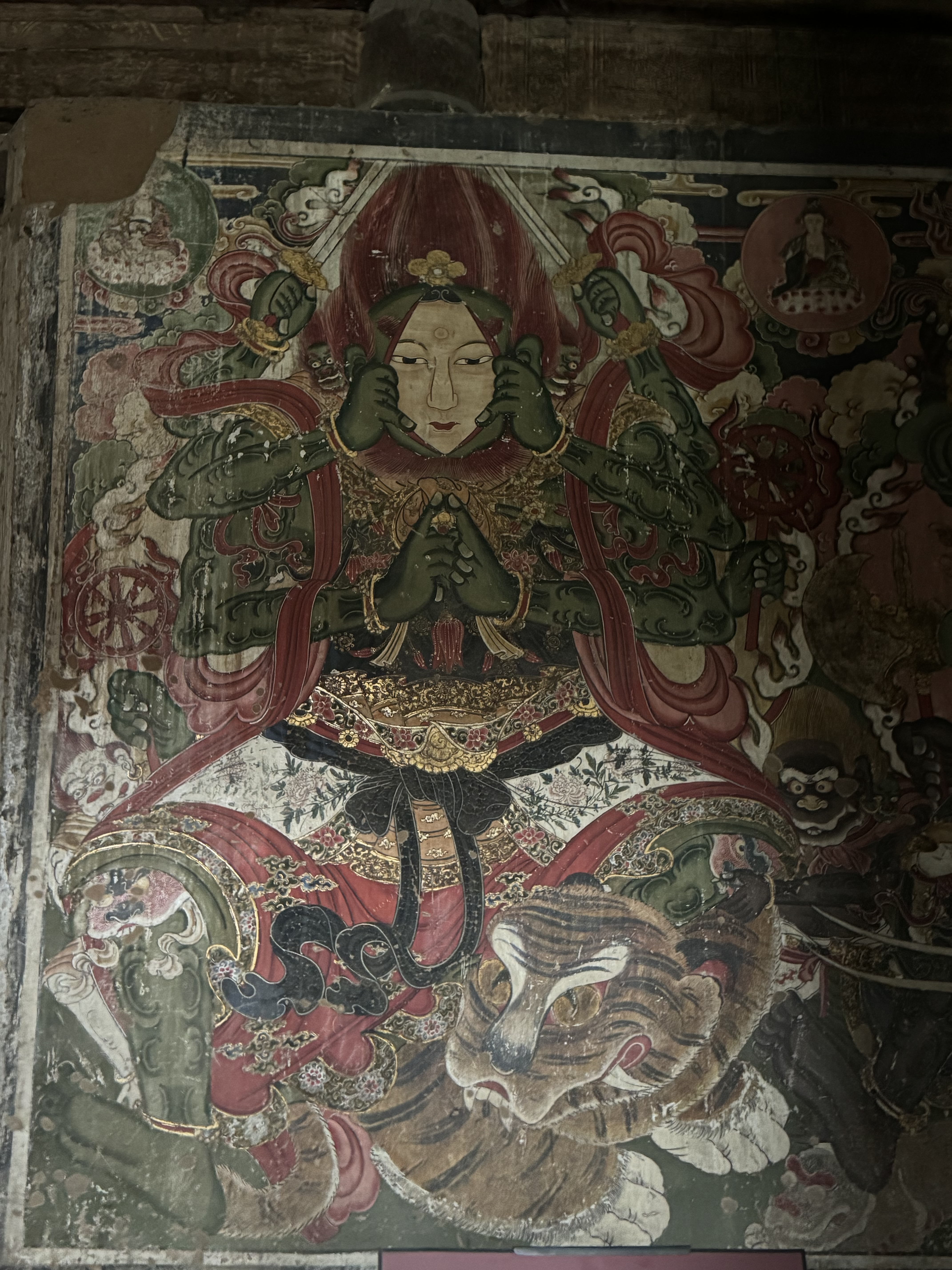
忿怒大威德马首明王
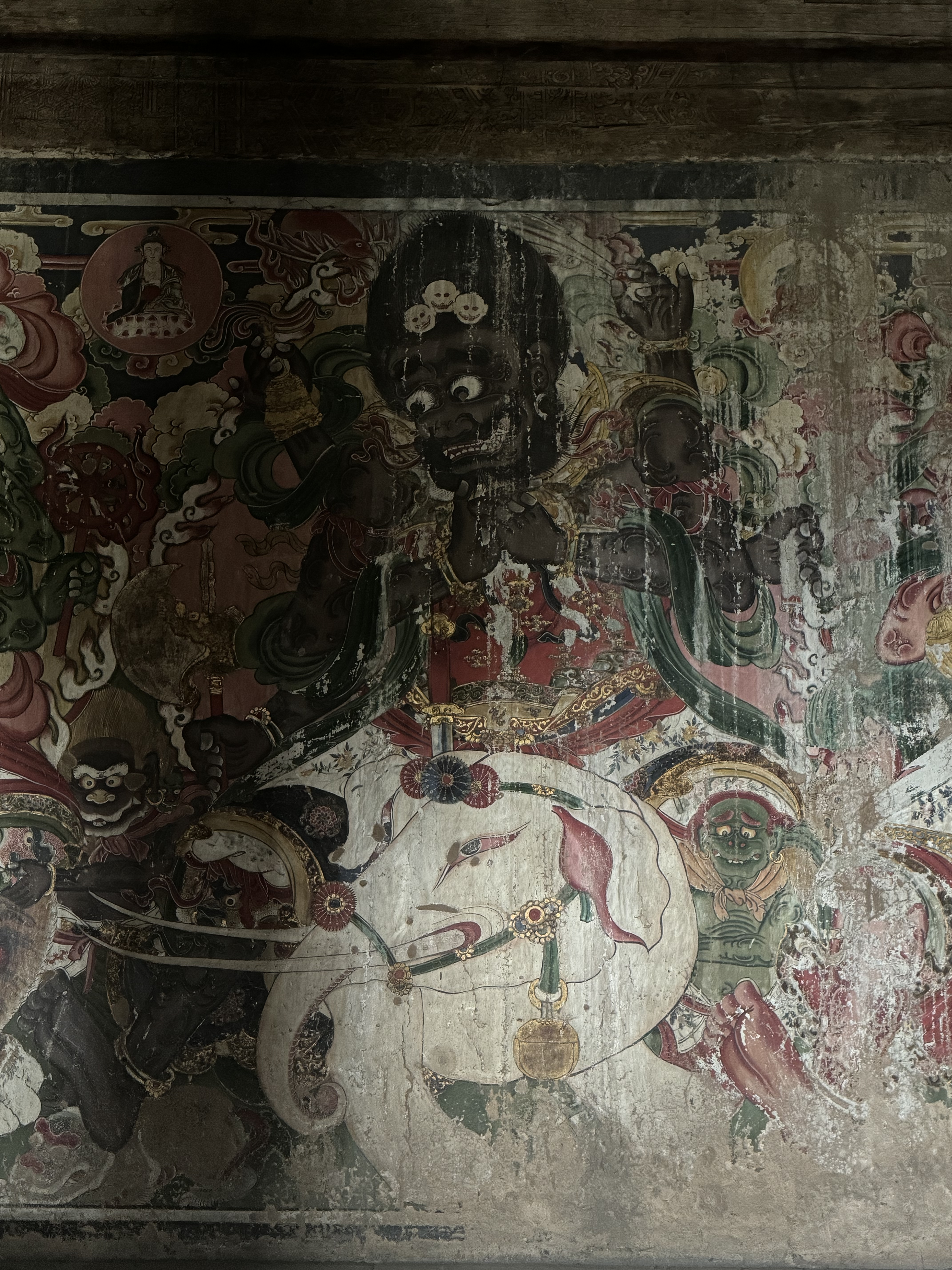
忿怒大威德步掷明王
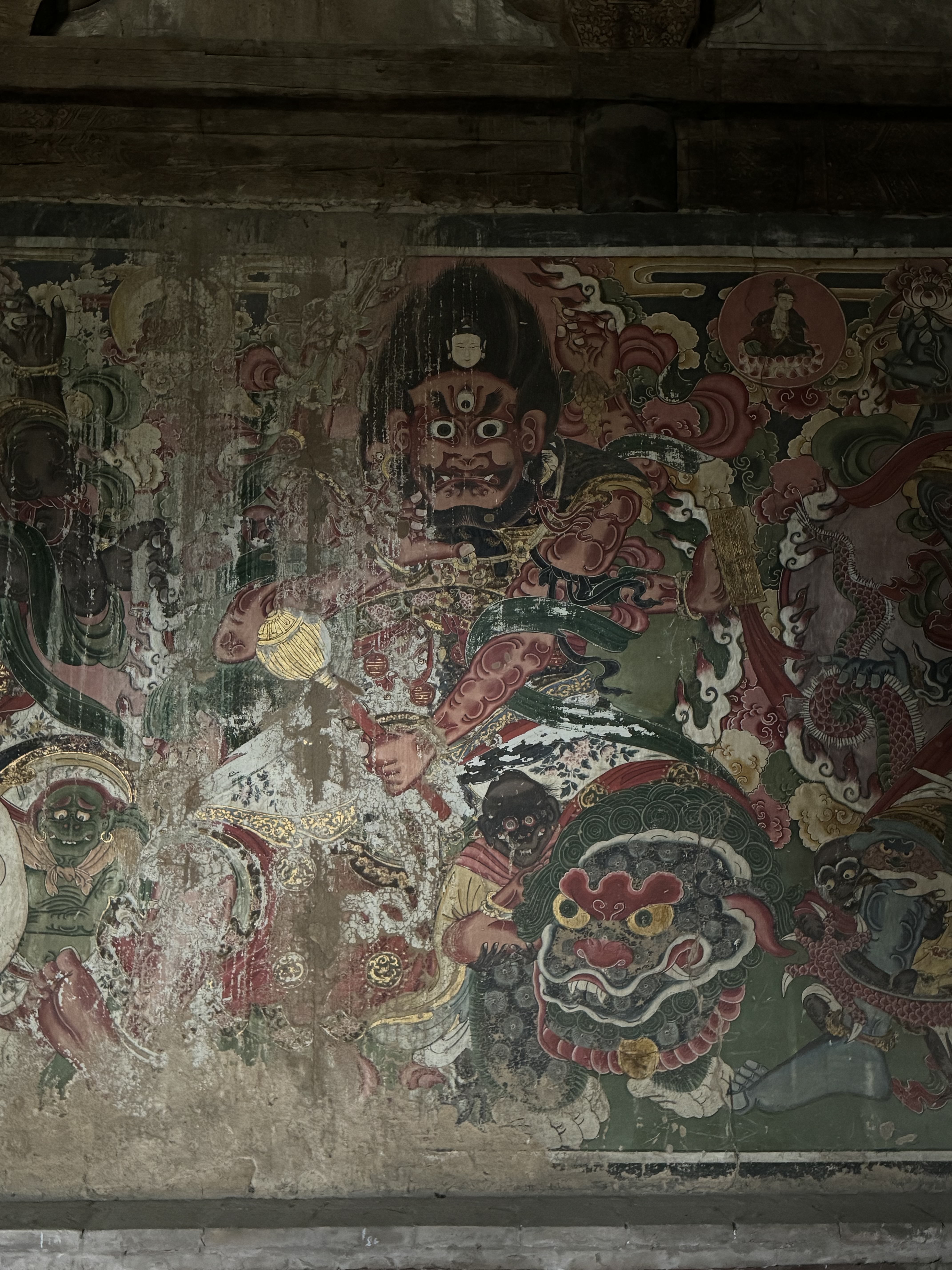
忿怒大威德无能胜明王
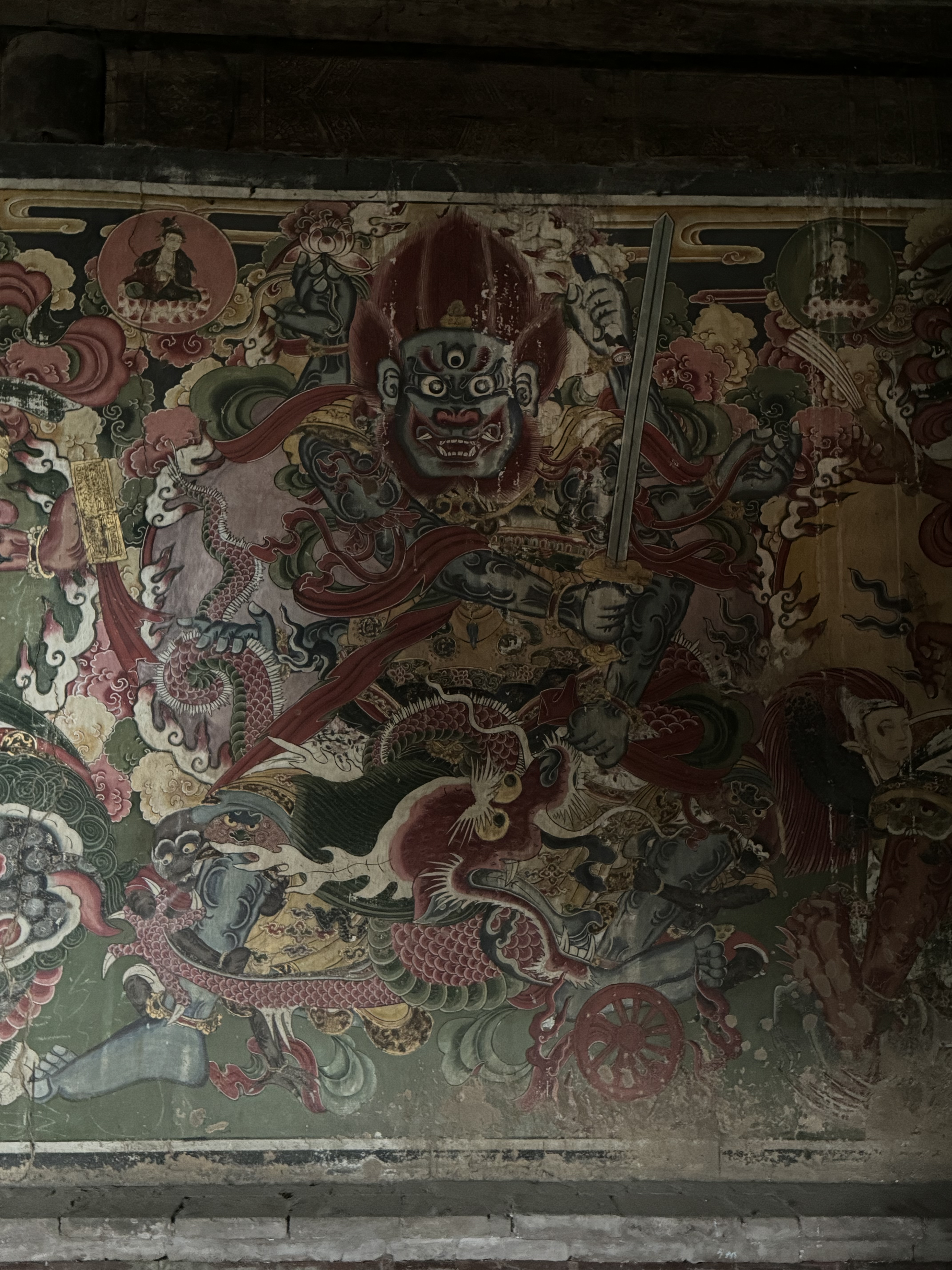
忿怒大威德大笑明王
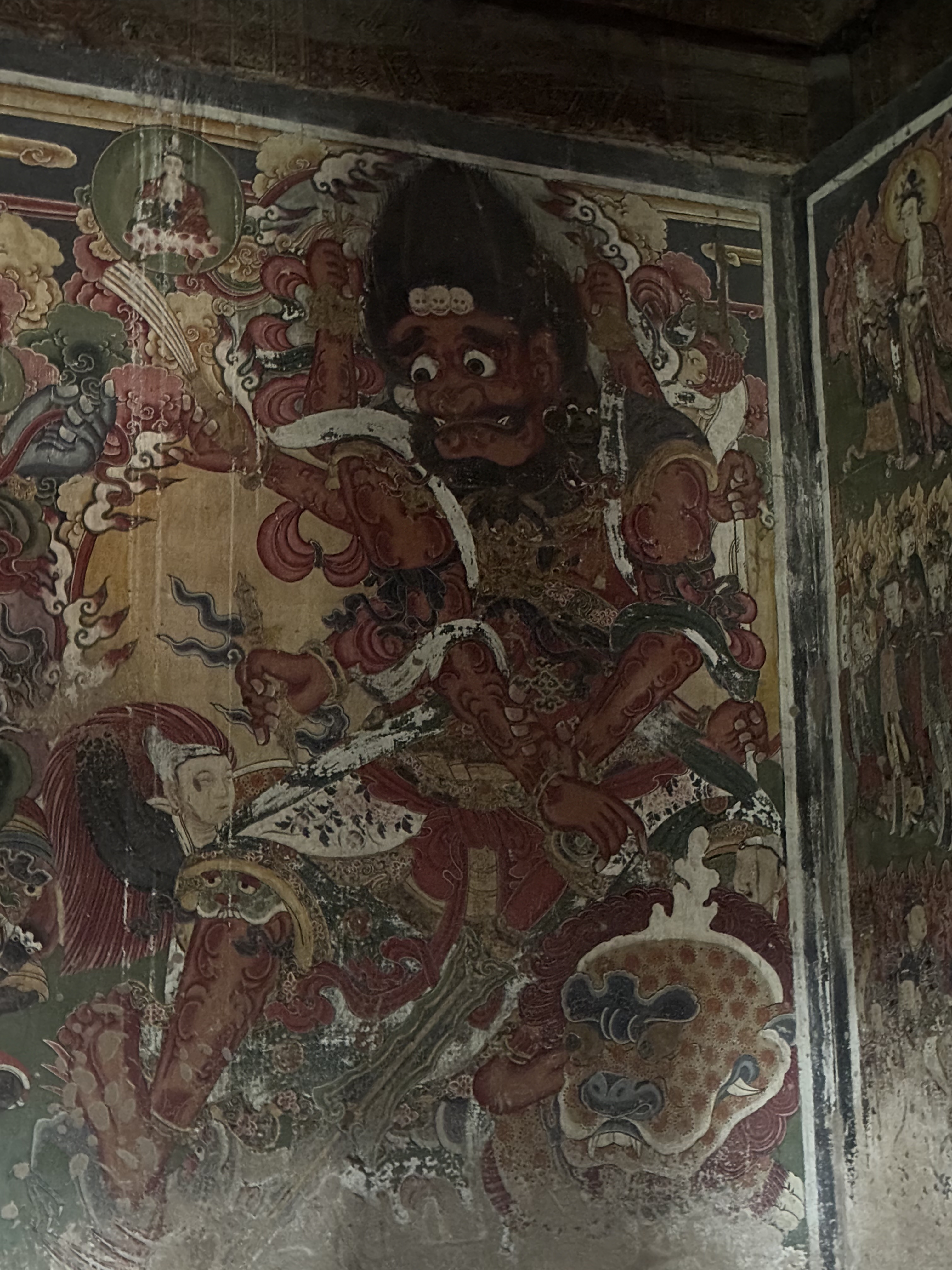
忿怒大威德焰鬘德迦明王

## 保护
2001年，永安寺成为第五批全国重点文物保护单位。